# Kippel
Kippel est une commune suisse du canton du Valais, située dans le demi-district de Rarogne occidental.

## Géographie
Kippel se trouve dans le haut-Lötschental. Son territoire s'étend sur 11,66 km2. Lors du relevé de 2013-2018, les surfaces d'habitations et d'infrastructures représentaient 1,6 % de sa superficie, les surfaces agricoles 21,7 %, les surfaces boisées 36,9 % et les surfaces improductives 39,7 %.

## Toponymie
L'origine du nom de la commune n'est pas connue. Il est attesté comme « Kypill » ou « Kypil » en 1437, puis « koͮpil » en 1440, « kipūl » en 1445, « kippil » en 1482, « kuppuel » en 1508 et « chipill » en 1628.

## Histoire
Des tombes gallo-romaines suggèrent un habitat permanent depuis cette période. Pendant des siècles, Kippel est le centre temporel et spirituel du Lötschental. On y trouve l'église de la paroisse qui, jusqu'en 1899, rassemble toutes les communes de la vallée. L'abbaye d'Abondance (Savoie) en possède la collation depuis 1233. La première église est attestée en 1233. L'archéologie permet de la dater du XIIe siècle. L'église gothique, avec la tour (conservée) et l'ossuaire de Roman Ruffiner, remonte à 1556 ; la nef baroque et le chœur à 1740 (entièrement rénovés en 1977, l'arc qui marquait l'entrée de l'enceinte sacrée a alors été détruit). Autre institution supracommunale, la forge, qui est détruite par une avalanche en 1923. Le tourisme débute avec la construction de l'hôtel Lötschberg (1908) et de l'auberge Ebener (1910). Le télésiège et le téléski Kippel-Hockenalp sont exploités de 1960 à la fin des années 1970. Le peintre bernois Albert Nyfeler, établi à Kippel, et le prêtre Johann Siegen (1886-1982), bourgeois de Kippel, font connaître la vallée, et plus spécialement Kippel, et ses coutumes (processions avec « grenadiers du Seigneur » en uniforme ancien, courses de masques). Depuis 1960, Kippel est le siège de l'école secondaire (cycle d'orientation) de la vallée et, depuis 1982, du musée du Lötschental. Le centre du village est caractérisé par des maisons en rondins typiques (construites entre 1550 et 1750), dont le nombre et la qualité sont exceptionnelles. L'autarcie paysanne qui prédomine jusqu'en 1950 (élevage, produits laitiers, cultures) a disparu en l'espace de trente à quarante ans. Depuis les années 1980, on enregistre à Kippel 35 000 à 45 000 nuitées par an dans les hôtels et la para-hôtellerie. Plus de la moitié des habitants actifs travaillent à l'extérieur du village.

## Démographie

### Évolution de la population
Kippel compte 324 habitants au 31 décembre 2022 pour une densité de population de 28 hab/km2. Sur la période 2010-2019, sa population a diminué de −15,2 % (canton : 10,5 % ; Suisse : 9,4 %).  

### Pyramide des âges
En 2020, le taux de personnes de moins de 30 ans s'élève à 23,4 %, au-dessous de la valeur cantonale (31,7 %). Le taux de personnes de plus de 60 ans est quant à lui de 42,8 %, alors qu'il est de 26,6 % au niveau cantonal.
La même année, la commune compte 151 hommes pour 159 femmes, soit un taux de 48,7 % d'hommes, inférieur à celui du canton (49,6 %).
| Hommes | Classe d’âge | Femmes |
| ------ | ------------ | ------ |
| 0,0    | 90 ans ou +  | 3,1    |
| 10,6   | 75 à 89 ans  | 15,7   |
| 29,8   | 60 à 74 ans  | 26,4   |
| 17,9   | 45 à 59 ans  | 24,5   |
| 12,6   | 30 à 44 ans  | 12,6   |
| 19,2   | 15 à 29 ans  | 11,9   |
| 9,9    | - de 14 ans  | 5,7    |

| Hommes | Classe d’âge | Femmes |
| ------ | ------------ | ------ |
| 0,5    | 90 ans ou +  | 1,2    |
| 7,5    | 75 à 89 ans  | 9,4    |
| 16,8   | 60 à 74 ans  | 17,7   |
| 22,2   | 45 à 59 ans  | 21,7   |
| 20,3   | 30 à 44 ans  | 19,4   |
| 17,7   | 15 à 29 ans  | 16,6   |
| 14,9   | - de 14 ans  | 14,1   |

## Culture et patrimoine

### Patrimoine bâti
Le village de Kippel est inscrit à l'inventaire fédéral des sites construits à protéger en Suisse.

### Héraldique
| Blason | Blasonnement : « De gueules au sautoir alésé d'argent accosté de deux étoiles d'or. » |

Les armoiries de Kippel sont attestées au milieu du XVIIe siècle sur un drapeau de la vallée.